# Barequeçaba
Praia de Barequeçaba vista da ponta esquerda
Barequeçaba (também conhecida como Baraqueçaba) é uma praia localizada no município de São Sebastião, no estado de São Paulo, no Brasil. Fica a cerca de sete quilômetros do centro da cidade, seguindo a Rodovia Doutor Manuel Hipólito Rego para o sul.

## Etimologia
O nome da praia é de origem tupi e significa "lugar de dormir do padre", através da junção dos termos abaré ("padre"), kera ("dormir") e saba ("lugar").

## Características

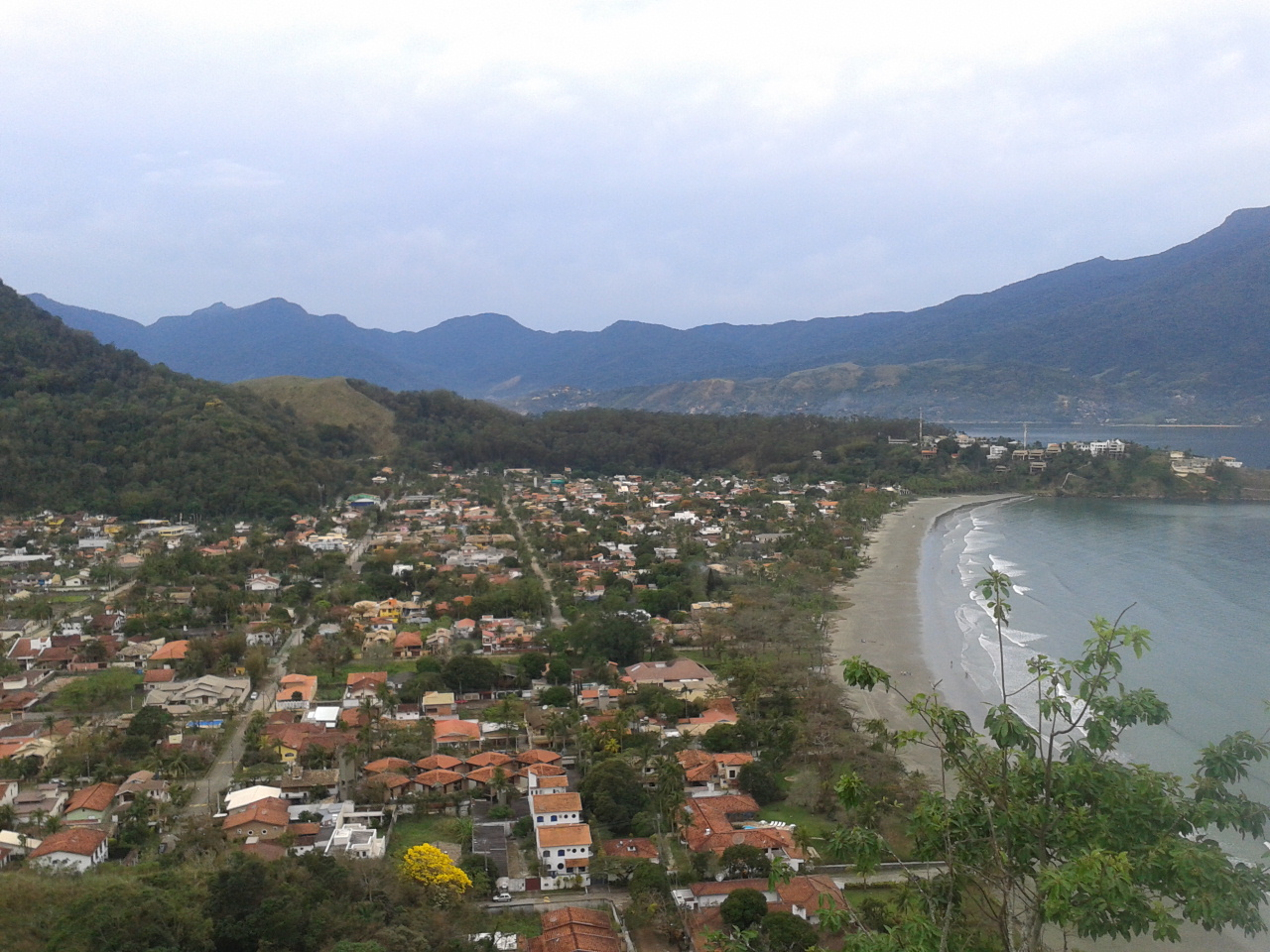
Bairro de Baraqueçaba visto do noroeste.

Entre a praia e a rodovia, há várias casas de veraneio, hotéis, pousadas e restaurantes. Durante o verão, a atividade turística aumenta no local. A profundidade do mar cai lentamente (chegando ao ponto de, ao entrar uns vinte metros mar adentro, a linha d'água atingir somente a cintura) e as ondas são sempre fracas, o que faz da praia um ponto popular para banhistas e famílias com crianças. Sua areia é escura e menos fofa, o que a torna boa para caminhas e esportes de lazer como Frescobol.